# 세바이라 환초
세바이라 환초(Ceva-I-Ra)는 남태평양 피지 난드로가나보사주에 위치한 환초이다. 1976년까지는 영어명인 콘웨이 환초(영어: Conway Reef)라는 이름이었으며, 현지어 지명으로 바뀐 지금도 영미권에서는 콘웨이 환초라는 명칭으로 알려져 있다.
예로부터 지금까지 무인도로 남아 있는 섬으로, 1965년 영국의 영토로 처음 편입되었으며 피지 독립 이래 피지령으로 남아 있다.

## 지리

### 위치
동서 방향으로 뻗은 모양의 환초로서 길이는 2.5km에 달한다. 환초 중앙에는 조그마한 모래섬이 있는데 높이 1.8m, 길이 320m, 폭 73m, 면적은 0.2km2에 달한다. 행정구역상으로는 피지 나드로가나보사주와 서부구에 속한다. 다만 피지의 본 군도에서는 남서쪽으로 450km 떨어져 있다.
이 섬과 로투마섬을 제외하면 피지의 모든 섬은 75km 반경 이내에 위치해 있다. 로투마섬의 경우에도 애초에 지리적으로 피지에 속하지는 않는다.
한편 세바이라 환초에서 가장 가까운 섬은 프랑스 속령인 누벨칼레도니의 헌터섬이다. 현재 바누아투가 영유권을 주장하고 있는 섬이기도 하다. 헌터섬은 콘웨이 환초에서 서남서 방향으로 275km 떨어진 지점에 위치해 있다.

### 환경
세바이라 환초는 인간이 거주하지 않는 무인도로 새들만 서식하고 있는데 이들은 인간을 거의 두려워하지 않는다. 사실상 사람의 손길이 닿지 않는 수중 환경에서 다이빙과 스노클링을 체험할 수 있는 흔치 않은 기회을 제공하고 있다.
섬 형태가 환초이기 때문에 식물도 뿌리내리지 못했다. 1983년 식물이 발견되었다는 보도가 있었으나 2년 후인 1985년에는 맨밭이었던 것으로 확인됐다. 섬으로의 접근은 만조 때에 얕은 부속배로만 가능하며, 배를 타고 산호초를 구경할 때에도 항해에 극도의 주의를 기울여야 한다.

## 역사
1838년 영국 해군함 HMS 콘웨이의 드링크워터 베순 (Drinkwater Bethune) 대령이 처음으로 발견하고 기록하였다. 그로부터 몇 년 뒤에는 HMS 헤럴드함의 데넘 (Denham) 선장이 지도에 이 섬을 표시하였다.
첫 발견 이래 19세기부터 환초에 걸린 난파선이 수차례 발생하였다. 1841년 1월 14일 오전 2시에는 아서 데블린(Arthur Devlin) 선장이 몰던 브릭선 래피드 (Rapid)호가 돛을 모두 올린 채 7노트의 속도로 이동하다 이곳의 산호초에 걸려 좌초되는 일이 있었다. 사고 당시 주변감시를 맡은 승무원이 주의를 기울이지 않았다는 이야기가 전해진다. 불과 14년 뒤인 1855년 1월 26일 밤에도 웰스 선장의 뉴베드퍼드 로건 (Logan) 호가 콘웨이 환초에 걸려 난파되었다는 사고가 기록되어 있다. 당시 웰스 선장은 섬 이름을 '모래섬 환초' (Sandy Island Reef)라고 칭했다.
1964년에는 일본 어선 후지마루 2호가 난파를 당했으며, 1979년, 1981년, 2008년에도 각각 암초에 걸려 난파선이 되어버리는 사고가 있었다. 가장 최근에 버려진 난파선은 중국 어선 '산셍 168호'로 환초의 북동쪽 끝에 자리해 있다. 환초 중앙에서 남쪽으로 240m 떨어진 지점에는 또다른 해안무역선이 난파된 상태로 방치되어 있다.아마추어 무선계에서는 전세계 340여개 지역과 통신하는 업적을 달성한 사람에게 수여되는 'DXCC' 어워드에서 정규 송수신처로 취급하는 곳 중 하나이다. 이 때문에 험지에서의 무선 통신을 위해 이곳을 직접 찾아가는 원정단 (디엑스페디션)이 존재하며, 2012년 9월 3D2C, 2019년 6월 / 2021년 9월 3D2CR, 2024년 4월 3D2CCC라는 송출부호로 교신이 가능했다.

## 지질
세바이라 환초 북부의 해저에는 환초의 옛 이름을 따온 콘웨이 환초판이라는 미세판이 존재한다. 오스트레일리아판은 뉴헤브리디스판 아래로 섭입하여 헌터 단열대 (Hunter Fracture Zone)을 형성하고, 후열도분지 (back-arc)의 전파와 더불어 '헌터 해령' (Hunter Ridge)이라는 화산성 해령이 바누아투 남부에서 세바이라 환초까지 이어져 있다. 헌터 단열대는 피지의 카다부섬 방면으로 확장되고 있어, 세바이라 환초를 만나 수렴경계가 완곡되는 현상을 보인다.

## 같이 보기
- 무인도
- 오세아니아의 섬 목록